# Từ vựng học
Từ vựng học (tiếng Anh: lexicology) là một phần của ngôn ngữ học, chuyên nghiên cứu từ. Điều này có thể bao gồm bản chất và chức năng của các từ như là những biểu tượng, ý nghĩa và mối quan hệ ý nghĩa của các từ đối với nhận thức luận nói chung, và các quy tắc của thành phần của họ từ các yếu tố nhỏ hơn (hình vị như tiếng Anh -ed đánh dấu cho quá khứ hay un- cho phủ định; và âm vị là đơn vị âm thanh cơ bản). Thuật ngữ học cũng liên quan đến mối quan hệ giữa các từ, có thể liên quan đến ngữ nghĩa (ví dụ: tình yêu và tình cảm), phái sinh (ví dụ, fathom so với unfathomably), sử dụng và phân biệt xã hội học (ví dụ, xác thịt và thịt) và bất kỳ vấn đề nào khác tham gia vào việc phân tích toàn bộ từ vựng của một ngôn ngữ.
Thuật ngữ này xuất hiện lần đầu tiên vào những năm 1970, mặc dù có những nhà từ vựng thực sự trước khi thuật ngữ này được đặt ra. Từ vựng học tính toán là một lĩnh vực liên quan (giống như cách mà ngôn ngữ học tính toán có liên quan đến ngôn ngữ học) liên quan đến nghiên cứu tính toán của từ điển và nội dung của chúng.
Một khoa học liên minh đến từ vựng là từ điển học, cũng nghiên cứu các từ, nhưng chủ yếu liên quan đến từ điển - nó liên quan đến việc đưa các từ vào từ điển và từ quan điểm đó với toàn bộ từ vựng. Đôi khi từ vựng được coi là một phần hoặc một nhánh của từ vựng, nhưng nói một cách chính xác, chỉ có các nhà từ vựng thực sự viết từ điển là nhà từ điển học. Một số người coi đây là một sự khác biệt của lý thuyết so với thực hành.